# Deléctrico
«Deléctrico» es el tercer sencillo del grupo musical argentino Babasónicos. Fue incluida en su sexto álbum de estudio publicado en 2001, Jessico, además de ser lanzado en un EP con el nombre homónimo en la que la canción fue incluida junto a otro sencillo de Jessico, «El loco». La canción tuvo su video musical, en el que se muestra a como distintas personas se "prestan" un pescado, como si fuese un paquete; al final del video el pescado cae en una pileta tirada por lo que parece es un joven disfrazado de cartero.

## Significado
El origen y significado de la canción se remonta a un día en que Adrián Dárgelos junto a Diego Castellano y Diego Rodríguez se encontraban trabajando en su estudio, colocando caños y realizando otras tareas de construcción. Finalizadas sus tareas, quedaron a la espera de Gabriel Manelli, bajista de la banda; quien era el único que había estudiado en un colegio industrial, por lo tanto, conocía de electricidad, razón por la cual era apodado "Deléctrico". Como Mannelli tardaba en llegar, Diego Castellano, comenzó a preguntar "¿Va a venir o no va a venir Deléctrico?" a lo que Dárgelos inmediatamente le puso melodía, dando nacimiento a una de las canciones más reconocidos del álbum Jessico.

## Lista de canciones
1. «Deléctrico» (Radio edit) - 3:10
2. «Deléctrico» - 4:20
3. «El loco» (Remix) - 3:16
4. «El loco» - 3:08